# IC 1066
IC 1066 — галактика типу Sc (компактна спіральна галактика) у сузір'ї Діва.
Цей об'єкт міститься в оригінальній редакції індексного каталогу.